# تومي ستانلي
تومي ستانلي (بالإنجليزية: Tommy Stanley)‏ (7 ديسمبر 1962 في المملكة المتحدة - ) هو مدرب كرة قدم ولاعب كرة قدم بريطاني في مركز الوسط. لعب مع نادي يورك سيتي وHarrogate Railway Athletic F.C. ‏ وRowntrees F.C. ‏ وPickering Town F.C. ‏ وسيلبي تاون ‏.